# Godall Ediciones
Godall Edicions es una editorial literaria independiente que ha publicado principalmente obras de escritores contemporáneos en lenguas catalana y castellana.

## Historia
Godall Edicions fue fundada en 2013 en Barcelona por la ex profesora de instituto Matilde Martínez Sallés. Su primera orientación fue el relato corto, y ya ese mismo año editó los cuentos finalistas del concurso El Català pel Món. Arropado por un equipo estable de colaboradores, el sello expandió pronto sus horizontes genéricos y temáticos, publicando tanto obras de poesía como de narrativa y ensayo, casi siempre de autores actuales.

## Catálogo
Son tres las colecciones que constituyen el núcleo del catálogo de esta editorial: Cadup (poesía en catalán), Alcaduz (poesía en castellano) y Narrativa (en catalán y en castellano). Aunque también incluye traducciones al catalán en ediciones bilingües, la colección Cadup reúne sobre todo volúmenes escritos originariamente en lengua catalana. Inauguraron la serie los poemarios Rostoll, de M. Dolors Coll Magrí, y Forat, de Laura López Granell, que vieron la luz en 2014; la colección iría creciendo en años sucesivos, a un ritmo de unos cuatro títulos al año.
En la colección Alcaduz se han venido editando, en menor número, poemarios en lengua castellana; de forma análoga, una parte de ellos son traducciones y otros son obras originales de poetas de expresión castellana, como Ernesto Hernández Busto o Emilia Conejo. De esta serie, iniciada en 2015, cabe destacar el éxito editorial de Perennia, una compilación de poesía epigráfica latina en edición bilingüe a cargo de Mònica Miró Vinaixa.
La colección Narrativa, por último, responde al propósito inicial de publicar narrativa breve. Los títulos se reparten de nuevo entre las traducciones de autores contemporáneos y los relatos escritos originalmente en catalán o en castellano. La colección, sin embargo, rompió pronto sus límites genéricos al dar cabida a ensayos y trabajos periodísticos de diverso signo; los libros que no son estrictamente de ficción se adscriben a la subcolección Elaia.